# Heterothrips salicis
Heterothrips salicis är en insektsart som beskrevs av Shull 1909. Heterothrips salicis ingår i släktet Heterothrips och familjen Heterothripidae. Inga underarter finns listade i Catalogue of Life.